# The Blackbyrds
The Blackbyrds was een Amerikaanse r&b- en jazzfunk-fusionband uit Washington D.C..

## Bezetting
Huidige leden
- Joe Hall
- Keith Killgo
- Orville Saunders

Vroegere leden
- Donald Byrd (trompet)
- Kevin Toney (keyboards)
- Keith Killgo (drums, zang)
- Joe Hall (basgitaar)

(vervolg)
- Allan Barnes (saxofoon, klarinet)
- Barney Perry (gitaar)
- Orville Saunders (gitaar)
- Jay Jones (fluit, saxofoon)

## Geschiedenis
De band werd opgericht in 1973 door Donald Byrd, Kevin Toney, Keith Killgo, Joe Hall, Allan Barnes en Barney Perry. Later vervoegden Orville Saunders en Jay Jones zich bij de band. Ze tekenden bij Fantasy Records in 1973. Hun hit Walking in Rhythm (1975) kreeg een Grammy-nominatie en er werden meer dan een miljoen exemplaren van verkocht in mei 1975. Later kregen ze daarvoor een Gouden Plaat.
Met acht albums voor Fantasy Records van 1974 tot 1980, werden The Blackbyrds geïnspireerd door de Britse jazzfunk-acts van de late jaren 1970 en de vroege jaren 1980, zoals Light of the World en Hi-Tension.
Meer recent hebben ze een belangrijke invloed op de hiphop-generatie met Gang Starr, Da Lench Mob en Full Force, die hun muziek aanpassen. In het bijzonder hun song Rock Creek Park (1975) van het album City Life werd meerdere keren gesampled door bands en artiesten als MF DOOM, De La Soul, Eric B. & Rakim, Big Daddy Kane, N.W.A, Massive Attack, Ice Cube, Heavy D, Nas en Grandmaster Flash & the Furious Five, Tone Lōc en Wiz Khalifa.

## Overlijden
Medeoprichter Allan Barnes overleed op 25 juli 2016 op 66-jarige leeftijd.

## Discografie

### Singles (Fantasy Records)
- 1974: Do It, Fluid
- 1975: Walking in Rhythm
- 1975: Flyin' High
- 1976: Happy Music
- 1976: Rock Creek Park
- 1977: Time Is Movin'
- 1977: Party Land
- 1977: Soft And Easy
- 1978: Supernatural Feeling
- 1980: What We Have Is Right
- 1981: Love Don't Strike Twice
- 1981: Dancin' Dancin

### Studioalbums
- 1974: The Blackbyrds (Fantasy)
- 1974: Flying Start (Fantasy)
- 1975: City Life (Fantasy)
- 1975: Cornbread, Earl and Me (soundtrack) (Fantasy)
- 1976: Unfinished Business (Fantasy)
- 1977: Action (Fantasy)
- 1980: Better Days (Fantasy)
- 2012: Gotta Fly (K-Wes Indi Records)

### Compilaties
- 1978: Night Grooves (Fantasy)
- 1989: Greatest Hits (Fantasy)
- 2007: Happy Music: The Best of The Blackbyrds (Fantasy)